# Елефтеріос Петруніас
Елефтеріос Петруніас (грец. Λευτέρης Πετρούνιας, нар. 30 листопада 1990, Афіни) — грецький гімнаст, олімпійський чемпіон 2016 року, бронзовий призер 2020 року, дворазовий чемпіон світу та чотириразовий чемпіон Європи.
В 2015 році Петруніас став чемпіоном світу зі спортивної гімнастики у вправах на кільцях. На Літніх Олімпійських іграх 2016 року в Ріо-де-Жанейро здобув золото також у вправах на кільцях.

## Джерело
- Профіль на сайті Міжнародної федерації гімнастики(англ.)